# Томынгъя (приток Волья)
Томынгъя (устар. Томынг-Я) — река в России, протекает по Берёзовскому району Ханты-Мансийского АО. Устье реки находится в 52 км по правому берегу реки Волья. Длина реки составляет 22 км. В 10 км от устья по правому берегу впадает река Яныняль-Лохсос.

## Данные водного реестра
По данным государственного водного реестра России относится к Нижнеобскому бассейновому округу, водохозяйственный участок реки — Северная Сосьва, речной подбассейн реки — Северная Сосьва. Речной бассейн реки — (Нижняя) Обь от впадения Иртыша.
Код объекта в государственном водном реестре — 15020200112115300025359.